# Biserica de lemn din Pipirig

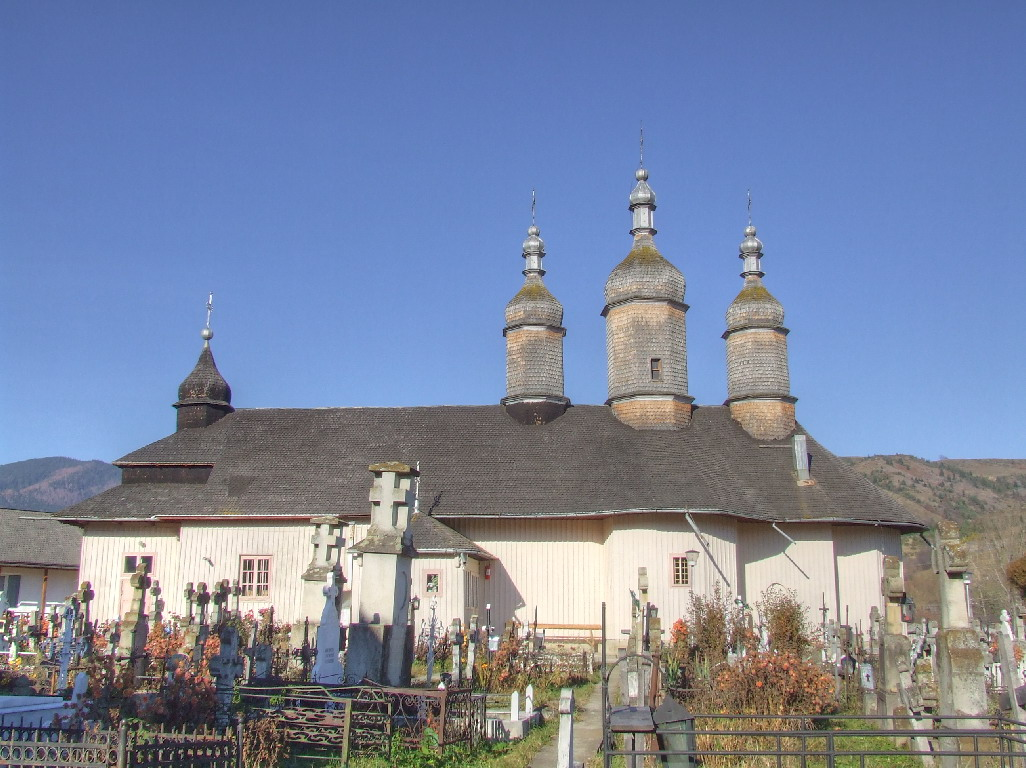
Biserica de lemn din Pipirig, județul Neamț, 2008

Biserica de lemn din Pipirig, județul Neamț, a fost construită pe locul unui vechi paraclis ce aparținea de Mănăstirea Neamțului, în anul 1807. Hramul bisericii este Sfântul Nicolae. A avut parte de mai multe modificări, ultimele având loc în anii 1925 și 1990. Biserica se află pe noua listă a monumentelor istorice sub codul LMI:  NT-II-a-B-10640.

## Istoric și trăsături
Biserica de lemn Sf. Nicolae din Pipirig, inițial cu formă de navă, a suferit modificări ce s-au răsfrânt și asupra planimetriei. Astfel, actualul pronaos și pridvorul bisericii sunt adăugate ulterior. În 1936 biserica este tencuită.
Asupra altarului și a naosului se află trei turnuri, orientate liniar, de la răsărit la apus. Se remarcă turnul mijlociu, mai mare decât primul și al treilea, turnuri care sunt aproape identice. Acoperișul pridvorul, secționat în partea mediană de un brâu vertical de lemn, este decorat cu un mic turnuleț din lemn.
Biserica a fost nepictată până în anul 1990 când, odată cu obținerea avizelor favorabile de la Comisia Monumentelor Istorice, s-a realizat și acest lucru. 